# 閔中王
閔中王（びんちゅうおう、生年不詳 - 48年）は、高句麗の第4代の王（在位 : 44年 - 48年）。姓は高、諱は邑、または解色朱。『三国史記』高句麗本紀では先代の大武神王の弟、『三国遺事』王暦では大武神王の子とする。44年10月に先王が死去したとき、太子の解愛婁（次代の慕本王）が幼少だったために国人が推挙して王となった。

## 治世
即位直後（44年11月）に大赦を行なったほか、45年8月に国内の東部で洪水が起こった際には飢えた民のために穀倉を開いて施した。47年4月と7月に閔中原に田猟し、石窟を見て、自分の死後は陵墓を設けずにこの石窟に埋葬することを近臣に指示した。そして48年に死去し、遺言の通りに閔中原の石窟に埋葬され、閔中王と諡された。
中国との関係においては、王の治世中の47年10月に蚕支部落の大加戴升ら一万余家が楽浪に行き、後漢に投降したという。